# Клиторна главичка
Клиторната главичка (на латински: glans clitoridis) е външната и видима част на клитора. Обикновено е с размерите и формата на грахово зърно, въпреки че понякога е много по-голяма или по-малка. В нея има разположени около 8 хил. или повече сензорни нервни окончания.
Няма установена зависимост между размера на клитора и възрастта на жената, височината или нейното тегло, въпреки че жените, които са раждали могат да имат значително по-голям клитор. Според изследване от 1992 г. общата дължина на клитора, включително главичката и неговото тяло, е 16 ± 4,3 mm.